# Antonio Mezquita Mezquita
Antonio Mezquita Mezquita (Andújar, 17 de marzo de 1893 - 11 de febrero de 1941), fue un industrial ceramista dedicado fundamentalmente a la fabricación de cerámica artística y decorativa durante la primera mitad del siglo XX, inspirada en los estilos árabe y griego.
Perteneció al partido Unión Republicana y estuvo al frente de varios puestos de responsabilidad política en el gobierno municipal de su localidad.
Durante la Guerra Civil, ocupó el cargo de Delegado del Gobierno de la Confederación Hidrográfica del Guadiana; cargo que desempeñó hasta el final de la contienda militar.
Con la derrota de la Segunda República, fue encarcelado y sentenciado a la Pena Capital (pena de muerte), sentencia que sería ejecutada el 11 de febrero de 1941.

## Biografía

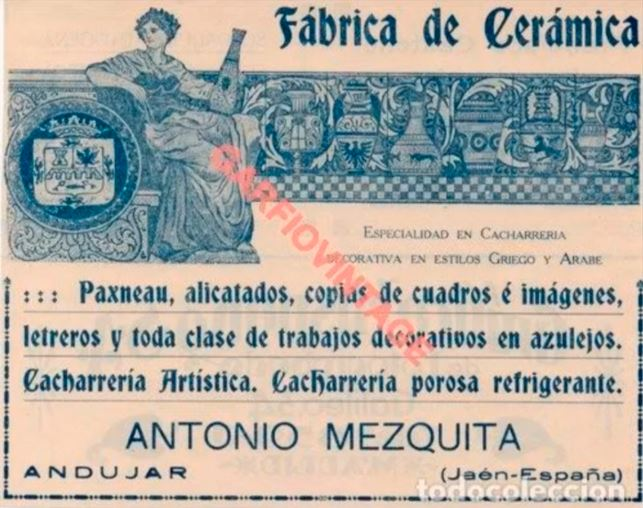
Tarjeta Fábrica Antonio Mezquita

Nació en Andújar (Jaén) el 17 de marzo de 1893 en el seno de una familia de clase media acomodada. Familia conservadora y de gran tradición católica, afincada en Andújar (Jaén) y oriunda de la ciudad de Onda (Castellón). 
Antonio, hijo de Celestino Mezquita Gaya y de Rosa Mezquita Vilar, fue el mayor de tres hermanos (Antonio, Teresa y Celestino) y estuvo siempre muy unido y vinculado a su familia.
En su juventud realizó trabajos como ayudante en el despacho que poseía su padre como Agente de Comercio. Más tarde, él mismo regentaría sus propias representaciones comerciales.
Posteriormente y siguiendo la tradición familiar, crearía su propia industria de cerámica, industria que mantendría en funcionamiento hasta el año 1937, año en el que por las circunstancias de la guerra, se vio obligado a suspender su actividad.

En 1918 contrajo matrimonio con Luisa García-Rabadán López con la que tendría once hijos, de los cuales, solo nueve de ellos alcanzarían la vida adulta. La pareja instaló su domicilio familiar en Andújar, domicilio del que por diversas circunstancias se vería desposeído en el año 1939.

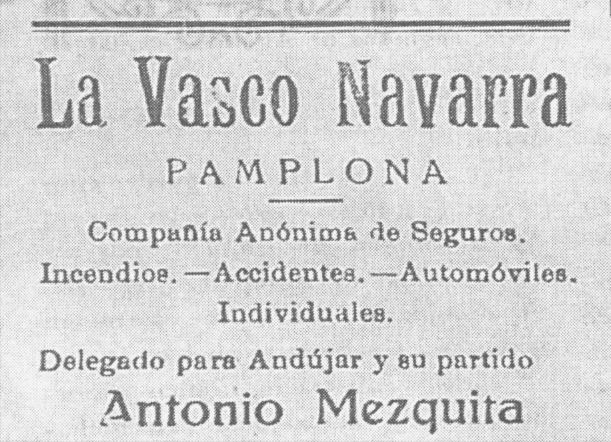
Tarjeta Antonio Mezquita en representación de La Vasco Navarra

## Actividad Profesional
Ceramista de profesión, se dedicó a la fabricación de Cerámica Artística Decorativa, Azulejería, Cartelería publicitaria, Retablos y Cacharrería.

A comienzos del siglo XX y siguiendo la tradición familiar, creó su propia industria en Andújar, aprovechando el buen barro que procedía de las canteras que se encontraban en la zona. Sus artículos se fabricaban en barro cocido (arcilla), modelados en torno (manual, de pie o eléctrico), cocidos en horno por fases, (pasando del Bizcochado al Vidriado Estannífero) y decorados a pincel a mano alzada o a Estarcido, consiguiendo unas calidades y resultados fabulosos.

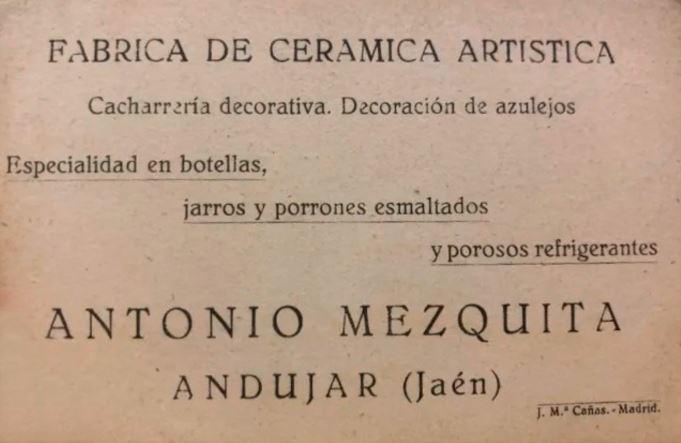
Tarjeta Fábrica Antonio Mezquita

Pronto su cerámica alcanzaría un lugar destacado dentro del gremio, llegando en el año 1929 a participar en la Exposición Iberoamericana celebrada en Sevilla y en la Exposición del 15 de enero de 1931 en Miami.

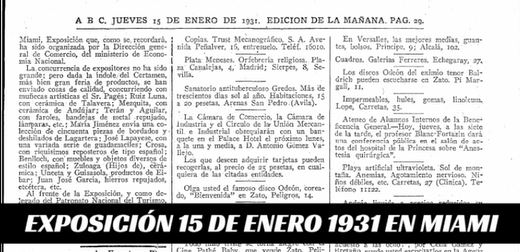
Noticia de ABC sobre la exposición en Miami en la que participa Antonio Mezquita. Año 1931.

Sus creaciones estuvieron repartidas por toda la geografía española, y en la actualidad, muchos de sus artículos aún se encuentran en numerosas salas y páginas de coleccionistas.
Mantuvo su actividad profesional hasta el año 1937 la cual se vio suspendida con el estallido de la Sublevación Militar y posterior Guerra Civil. Después de su muerte(febrero de 1941) dicha actividad sería continuada por su esposa e hijos.

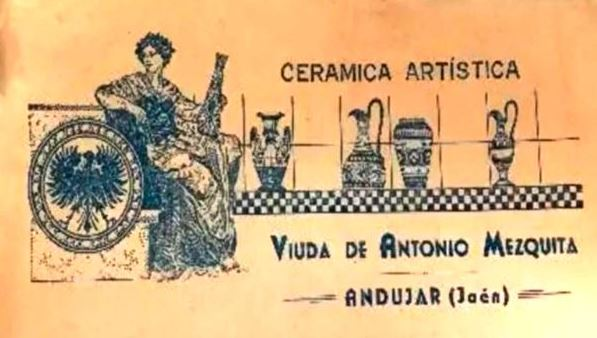
Cartel fábrica Viuda de Antonio Mezquita

## Actuación Política
Demócrata y de ideología Republicana, estuvo afiliado al partido Unión Republicana. Ocupó en representación de su partido diversos puestos de responsabilidad política en el gobierno municipal de su localidad (Andújar). 
Después de las Elecciones de febrero de 1936 formó parte de la Corporación Municipal que se creó el 5 de junio de 1936, ocupando la segunda tenencia a la Alcaldía. También fue nombrado Concejal del Distrito Sanitario, Beneficencia e Higiene del Ayuntamiento y más tarde sería encargado de la Delegación de Urbanismo.

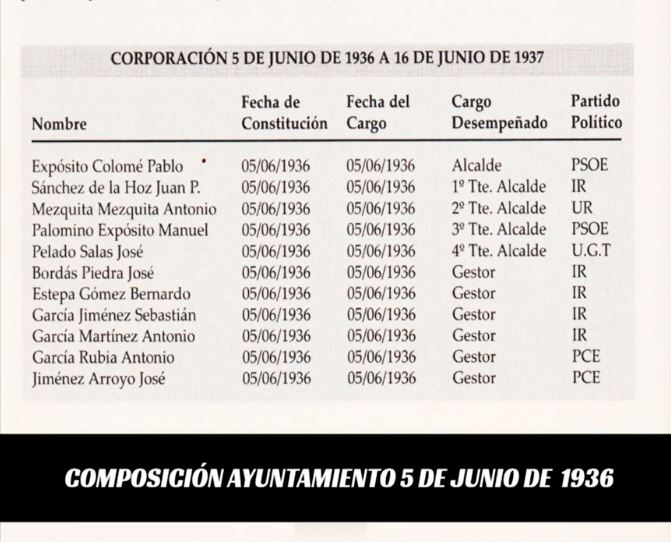
Composición ayuntamiento de Andújar 5 de junio de 1936

Durante los primeros meses de la Guerra Civil actuó como representante del Comité del Frente Popular, teniendo que tomar decisiones y llevar a cabo actuaciones comprometidas y de gran responsabilidad.
Tratando siempre de frenar la violencia desatada durante los primeros meses de la guerra, contribuyó a sofocar el intento de agresión a la Guardia Civil que se produjo durante las primeras revueltas que siguieron al levantamiento miliar, e incluso protegió a significados derechistas exponiéndose con esto a un peligro extremo (hechos a los que se hizo mención en su propio juicio). Debido  a ello estuvo sometido a numerosas presiones; llegando a recibir amenazas que atentaban contra su propia vida, viéndose con esto envuelto en una terrible encrucijada que motivó su salida de Andújar y asentamiento en Ciudad Real.

El 28 de junio de 1937, siendo Ministro de Comunicaciones, Transportes y Obras Públicas, Bernardo Giner de los Ríos, fue nombrado en Consejo de Ministros, Delegado del Gobierno de la Confederación Hidrográfica del Guadiana, cargo que desempeñó hasta marzo de 1939, una vez que los rebeldes se hicieron con el poder.

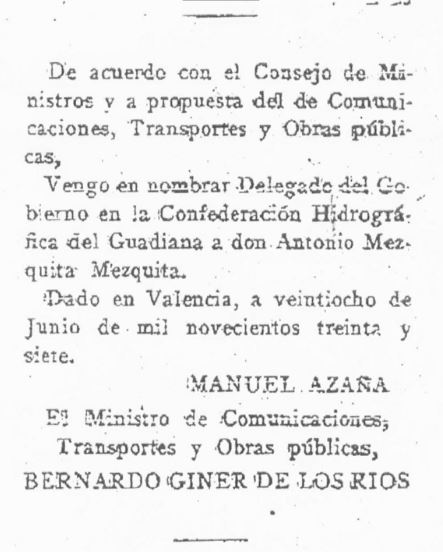
Nombramiento Antonio Mezquita Delegado del Gobierno

Fue un hombre honesto y responsable con su compromiso adquirido que se mantuvo siempre fiel a sus principios democráticos y a sus convicciones religiosas, como puede apreciarse en la carta de despedida que le envía a su mujer y a sus hijos antes de su fusilamiento.

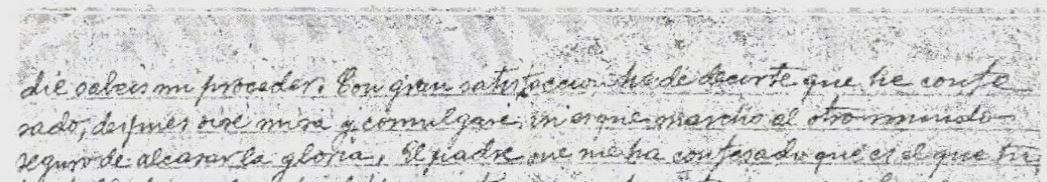
Trozo de carta escrita por Antonio Mezquita a su esposa e hijos horas antes de ser ejecutado.

"Con gran satisfacción he de deciros que he confesado, después oiré misa y comulgaré. Así es que marcho al otro  mundo seguro de alcanzar la gloria."

### Detención

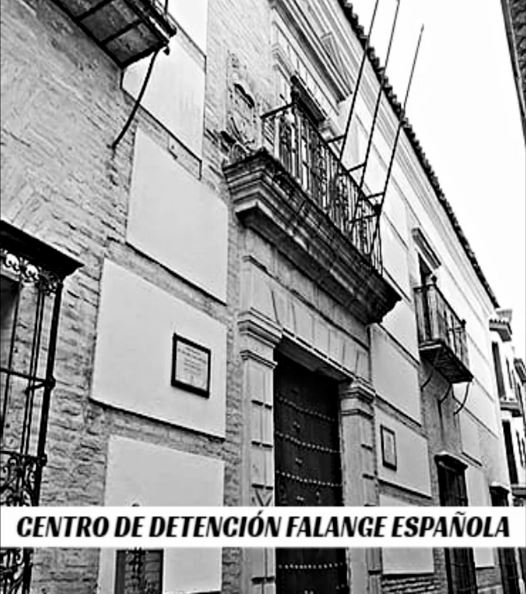
Centro de Detención Falange Española

El 20 de abril de 1939, tan solo veinte días después del fin de la Guerra Civil y tras la victoria de los sublevados, fue detenido en Valdepeñas           (Ciudad Real), donde se encontraba en compañía de su familia a la espera de poder aclarar su situación política ante el nuevo "orden" establecido.
Trasladado a la ciudad de Andújar, se le condujo en primer lugar al Centro de Detención de Falange (centro habilitado para tal fin). De allí, después de estar varios días sometido a interrogatorios y vejaciones, pasó posteriormente y en situación de detenido "preso político", a la prisión local de la ciudad -Cárcel del Partido Judicial-, a la espera de juicio que aclarara y determinara su situación política (su condena).
El 14 de junio de 1940 fue conducido a Consejo de Guerra (Juicio Sumarísimo), bajo petición del Fiscal de la pena máxima (pena de muerte), apoyada tal petición en denuncias y delaciones, que jamás fueron debidamente comprobadas ni demostradas. Finalmente se le condenó a dicha pena máxima. 

### Muerte

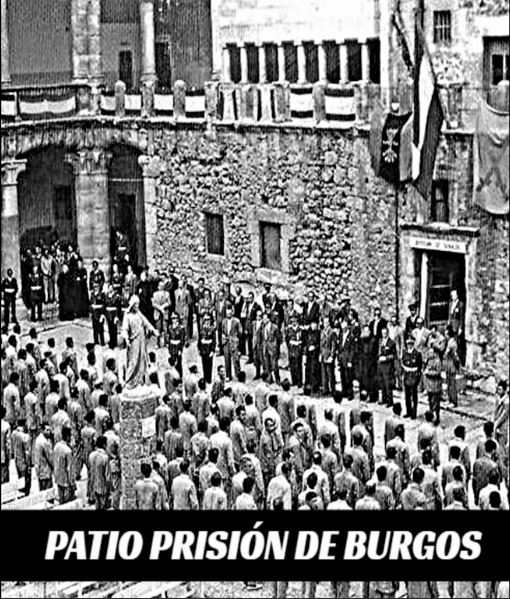
Patio Prisión Central de Burgos

El 8 de octubre de 1940 sufrió traslado desde la Prisión Local de Andújar a la Prisión Central de Burgos. Esto produjo en él y en los suyos un hilo de esperanza; ya que albergaban la ilusión de que ese traslado se debiera a la conmutación de la "pena de muerte" por la de prisión.
Tras permanecer en la Prisión de Burgos tres meses y veintinueve días y tener que soportar un penoso invierno, fue conducido nuevamente a la Prisión Provincial de Jaén, esta vez para que la sentencia fuera ejecutada.
Su traslado se llevaría a cabo en la segunda de las tres expediciones que se organizaron para el traslado de presos desde Burgos a Jaén. 

Finalmente el trágico desenlace se produciría, junto al de otros 47 condenados, la madrugada del 11 de febrero de 1941, frente a la tapia del Cementerio San Eufrasio de Jaén, delante de un pelotón de fusilamiento.  

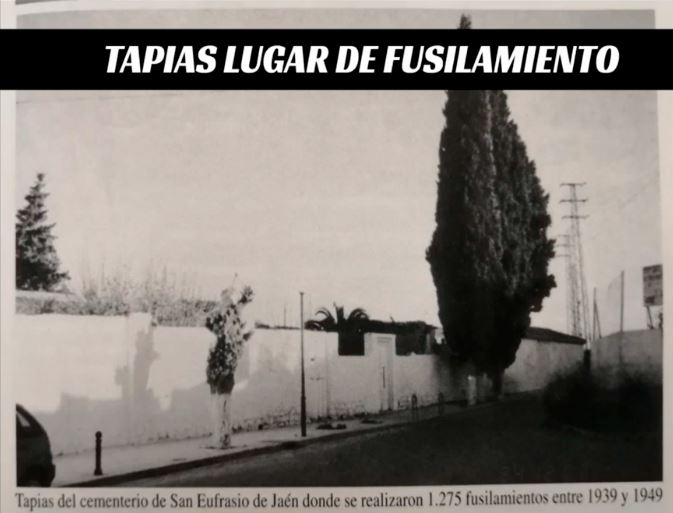
Tapia del Cementerio San Eufrasio de Jaén. Lugar de fusilamientos.

En la actualidad sus restos mortales descansan en paz junto a los de su esposa en el Cementerio de Andújar en un nicho de propiedad de la familia. Y su nombre figura inscrito junto al de otras víctimas de la Represión Franquista en el Monumento Homenaje que la Asociación para la Recuperación de la Memoria Histórica levantó en el mismo cementerio a dichas víctimas. 

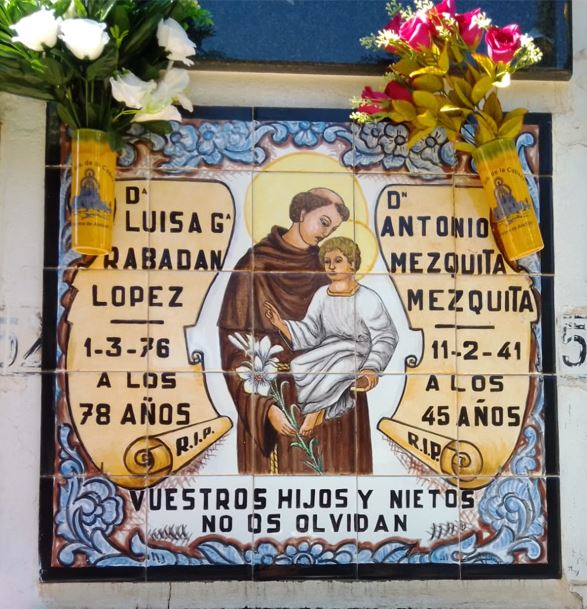
Nicho familiar donde yacen los restos mortales de Antonio Mezquita Mezquita junto a los de su esposa.

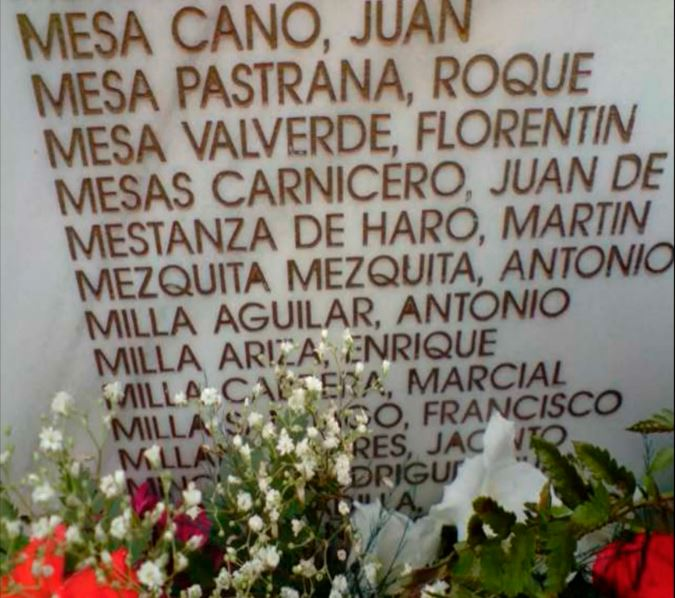
Monumento Homenaje a las Víctimas de la Represión Franquista donde figura el nombre de Antonio Mezquita Mezquita